# Радзієвська Тетяна Вадимівна
Тетя́на Вади́мівна Радзіє́вська (* 26 серпня 1954) — український мовознавець. Доктор філологічних наук (2000). Професор.

## Життєпис
Народилася в родині науковців і викладачів.

## Освіта
Навчалася на відділенні прикладної лінгвістики Київського університету імені Тараса Шевченка.

## Наукова діяльність
У 1981 році закінчила аспірантуру Інституту мовознавства АН СРСР (Москва), де захистила кандидатську дисертацію з семантики синтаксису.
У 1980-х працювала в Інституті кібернетики ім. В. М. Глушкова за напрямом лінгвістичного забезпечення інформаційних систем.
З 1990 року працює в Інституті мовознавства ім. О. О. Потебні НАН України. У 1990-х була співробітником Інституту української мови.
У 2000 році захистила докторську дисертацію з проблем прагматичної організації тексту.

## Наукові інтереси
Працює в галузях дискурсивного і концептуального аналізу, семантики і прагматики речення і тексту, соціолінгвістики, теорії мовної комунікації.

## Публікації
- Радзієвська Т. В. Нариси з концептуального аналізу та лінгвістики тексту: Текст — соціум — культура — мовна особистість. — К.: ДП «Інформ.-аналіт. агентство», 2010. — 491 с.
- Радзієвська Т. В. Текст як засіб комунікації. — К.: Інститут української мови НАНУ, 1993. — 194 с.

## У мережі
- Сторінка Т. В. Радзієвської на сайті Інституту мовознавства ім. О. О. Потебні [Архівовано 2 лютого 2017 у Wayback Machine.]